# 王㫤
王㫤（1468年—？），字景昭，直隸松江府華亭縣人，明朝政治人物。

## 生平
弘治八年（1495年）乙卯科應天府鄉試第一名舉人。弘治十五年（1502年）中式壬戌科會試第一百二名，二甲第四十五名進士。

## 家族
曾祖王介；祖父王敬；父王輔，通判。母張氏。具庆下。兄王昇。